# Xã Madison, Quận Clark, Ohio
Xã Madison (tiếng Anh: Madison Township) là một xã thuộc quận Clark, tiểu bang Ohio, Hoa Kỳ. Năm 2010, dân số của xã này là 2.543 người.